# Кайрано
Кайра̀но (на италиански: Cairano; на неаполитански: Carian, Карианъ) е село и община в Южна Италия, провинция Авелино, регион Кампания. Разположено е на 770 m надморска височина. Населението на общината е 333 души (към 2010 г.).